# Liutpert al longobarzilor
Liutpert (sau Liutbert), (n. 685 d.Hr., Pavia, Ducatul Milanului – d. 702 d.Hr., Pavia, Ducatul Milanului) a fost rege longobard al Italiei din dinastia bavareză, între 700 și 702, cu întreruperi.
După ce a preluat succcesiunea de la tatăl său, regele Cunincpert, fiind la o vârstă tânără, Liutpert a guvernat alături de tutorele său, Ansprand, la acea vreme duce de Asti. După opt luni de domnie, Liutpert a fost depus de către ducele Raginpert de Torino și fiu al lui Godepert, fost rege și unchi al lui Liutpert. Câteva luni mai târziu, când Raginpert a murit, Liutpert a revenit pe tron, pentru a fi depus din nou, luat captiv de la Pavia și asasinat prin înecare de către Aripert al II-lea, fiul lui Raginpert.